# Willi Stöhr

Willi Stöhr

Willi Stöhr (* 6. November 1903 in Elberfeld; † nach 1994) war ein deutscher Politiker und Gauleiter der NSDAP. Gelegentlich wird sein Nachname auch Stohr geschrieben. Diese Schreibweise dürfte aus englischen Übersetzungen stammen.

## Leben
Der Sohn eines Schreibers besuchte die Volksschule, die Mittelschule und die Oberrealschule. Bis 1932 studierte Stöhr Volkswirtschaft in Köln und Frankfurt am Main, wobei er das Studium für eine kaufmännische Tätigkeit unterbrach. Wegen seiner Teilnahme an Universitätskrawallen wurde er 1932 durch die Universität in Frankfurt exmatrikuliert. Anschließend war er als Kaufmann tätig. Stöhr heiratete 1943.
Bereits 1922 betätigte sich Stöhr als Nationalsozialist und trat 1923 in Elberfeld der NSDAP bei. Nach dem Verbot der Partei trat er 1929 erneut der NSDAP sowie dem Nationalsozialistischen Deutschen Studentenbund (NSDStB) und der SA bei. Für den NSDStB trat er auch als Redner auf. 1932 und 1933 war Stöhr NSDAP-Ortsgruppenleiter in Frankfurt.
Nach der Machtübertragung an die Nationalsozialisten wurde Stöhr 1933 Oberbannführer der Hitlerjugend und Stadtverordneter in Frankfurt. Zudem fungierte er von 1933 bis 1937 als Gauinspektor im Gau Hessen-Nassau und Adjutant des Gauleiters Jakob Sprenger. 1935 wurde er zum Preußischen Provinzialrat in der Provinz Hessen-Nassau ernannt. Im Februar 1935 rückte er für den ausgeschiedenen Heinrich Philipp Reutlinger in den nationalsozialistischen Reichstag nach, dem er bis zum Ende der NS-Zeit angehörte. Von Juli 1937 bis Januar 1944 war Stöhr Gaupropagandaleiter und Leiter des Reichspropagandaamtes für den Gau Hessen-Nassau. 1940 leistete er in Frankreich Kriegsdienst in einer Propaganda-Kompanie. Zum 1. Januar 1944 wurde Stöhr zur Parteikanzlei in München versetzt, um für höhere Parteiaufgaben ausgebildet zu werden.
Am 8. September 1944 wurde Stöhr zum Bevollmächtigten des Gauleiters und Reichsverteidigungskommissars für den Stellungsbau im Gau Westmark ernannt. Nach dem Tod des Gauleiters der Westmark, Josef Bürckel, wurde er am 29. September 1944 mit der Führung des Gaus beauftragt und am 31. Januar 1945 zum Gauleiter der Westmark ernannt.
Ende März 1945 flüchtete Stöhr mit der Gauleitung vor den alliierten Truppen über den Rhein nach Süddeutschland (bis Donauwörth in Begleitung). Vermutlich tauchte er zeitweise unter falschen Namen unter und soll später nach Kanada geflüchtet sein und dort noch im Okt. 1994 gelebt haben.